# Munditia aupouria
Munditia aupouria là một ốc biển nhỏ, là động vật thân mềm chân bụng sống ở biển trong họ Liotiidae. Nó là loài duy nhất được tìm thấy ở Three Kings Islands, New Zealand.